# N583 (België)
De N583 is een gewestweg in België tussen Charleroi (N579) en Chapelle-lez-Herlaimont (N59). De weg heeft een lengte van ongeveer 13 kilometer. In Charleroi wordt de rivier Samber gepasseerd.
De gehele weg bestaat uit twee rijstroken voor beide richtingen samen.

## Plaatsen langs N583
- Charleroi
- Souvret
- Trazegnies
- Souvret
- Bascoup
- Chapelle-lez-Herlaimont

## N583a
De N583a is een aftakking van de N583 bij Chapelle-lez-Herlaimont. De N583a vervolgt de weg via La Hestre naar de N27. De weg heeft een lengte van ongeveer 3,3 kilometer en voorloopt in zijn geheel over de Rue de Bascoup.